# 피에르 라르쿠이
피에르 라르쿠이(Pierre Larquey, 1884년 7월 10일 ~ 1962년 4월 17일)는 프랑스의 영화 배우이다.

## 영화
- 디아볼릭 (1955년)
- 르 트루 노르망 (1952년)
- 오르페브르의 부두 (1947년) - 에밀 라푸르 역
- 까마귀 (1943년)
- 21번가의 살인자 (1942년)
- 물랑 루즈 (1940년)
- 아드리엔 르쿠브뢰르 (1938년)
- 제2국 (1935년)
- 외인부대 (1934년)
- 보바리 부인 (1933년)